# Leeuwenhof (Overschie)
Het Leeuwenhof is een rijksmonument en voormalige buitenplaats in het stadsdeel Overschie van de Nederlandse stad Rotterdam, provincie Zuid-Holland.

## Geschiedenis
Leendert Huybregtsen Post verkocht in 1642 zijn boerenhofstede Schiezigt met 16 morgen aan land aan Jan Willem Corneliszn van der Meijde, schepen van Overschie. Al na een jaar overleed Jan Willem, waardoor de boerderij werd geërfd door zijn dochter Maria van der Meijde. Zij begon in 1645 met grootschalige aanpassingen van Schiezigt om de boerenhofstede om te vormen tot een buitenplaats. Zo liet ze een herenhuis van 13 bij 12 meter groot optrekken en kwam er bij de ingang van de buitenplaats een stenen brug met gemetselde hekpijlers en smeedijzeren hek. Verder werden tuinen, een vijver en een boomgaard aangelegd. Maria rondde in 1653 de werkzaamheden af en hernoemde haar bezit tot het Leeuwenhof.

### Lusthof
In de 18e eeuw werd het Leeuwenhof verder uitgebreid. In 1771 liet Johan Willem Lormier (1716-1785) de oude boerderij afbreken om er een uitbreiding te realiseren van het herenhuis. Burgemeester Claudius van der Staal (1737-1796) breidde in 1792 de buitenplaats uit met zes morgen grond en liet de architect Philip Willem Schonck een lusthof aanleggen: het park werd een Engelse tuin met hoogteverschillen, kronkelende lanen, vijvers en beekjes. De zo ontstane eilandjes werden met Chinese bruggetjes met elkaar verbonden. Verder werden er aan de buitenplaats nog een koetshuis, theekoepel en tuinmanswoning toegevoegd.
In 1798 verkocht Staals weduwe de buitenplaats aan Willem Suermondt.

### Vervening en afbraak

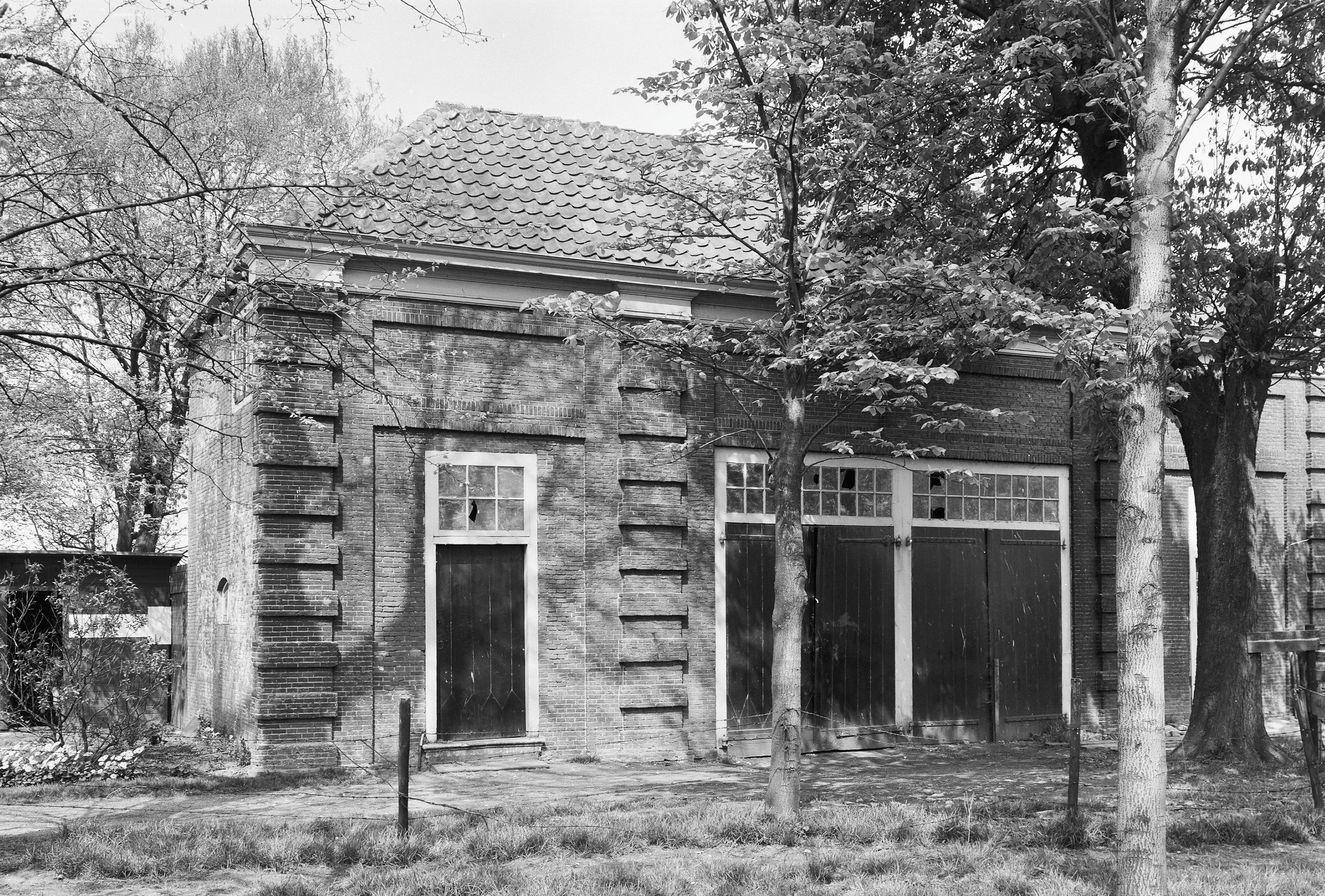
Het koetshuis

In 1828 kocht Jacob Hoogerbrugge (1794-1877) het Leeuwenhof van de erfgenamen van Suermondt. Onder Hoogerbrugge veranderde het aanzien van de buitenplaats snel: hij liet de tuinen vervenen om het turf te kunnen verkopen, waardoor van de 18e-eeuwse parkaanleg niets meer overbleef. Verder bouwde hij een koeienstal op het terrein. Na zijn overlijden erfde zoon Jacob het Leeuwenhof, maar hij werd in 1881 onder curatele gesteld van zijn broers Pieter en Marinus Adrianus. Na het overlijden van de twee broers werd het vervallen herenhuis in 1893 afgebroken en door een nieuw maar kleiner woonhuis vervangen.

### Restauratie
De buitenplaats werd door M.C. Speelman (1872-1953) geërfd maar in 1948 verkocht hij het Leeuwenhof aan de gemeente Rotterdam. De familie Van der Kooij was al sinds 1914 pachter van het Leeuwenhof en zou dat blijven tot en met 1992. Twee kinderen van de laatste pachter kochten in 1993 het Leeuwenhof van de gemeente en lieten de gebouwen restaureren.

## Beschrijving

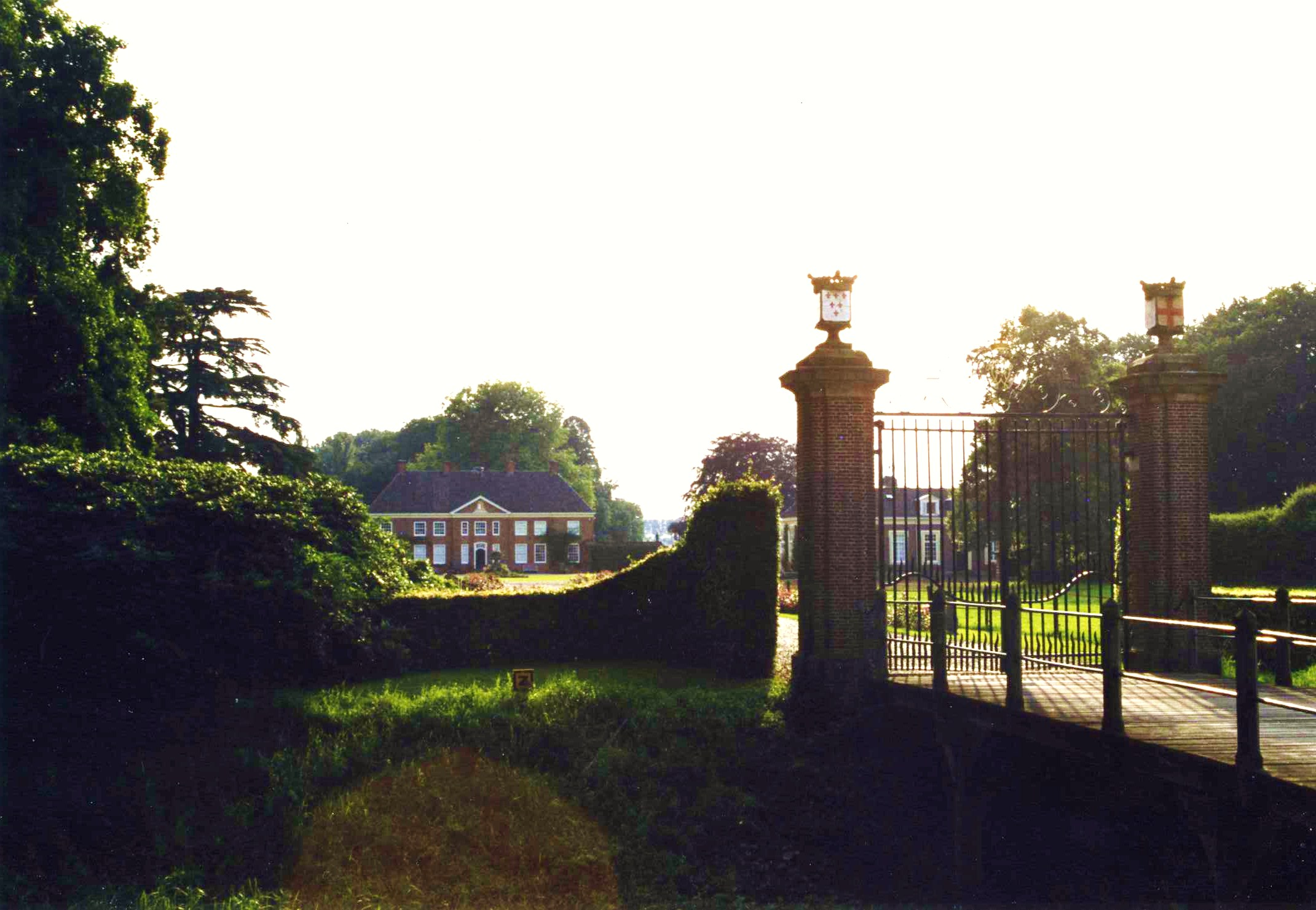
Het hek van het Leeuwenhof staat bij het landgoed Bingerden

Het Leeuwenhof is een rijksmonument en bestaat uit het koetshuis en boerenwoning. De woning was oorspronkelijk de 18e-eeuwse theekoepel en heeft een 19e-eeuwse driezijdige erker en een omlopend schilddak. De stal bevindt zich achter deze woning. Het 18e-eeuwse koetshuis heeft bakstenen gebosseerde pilasters en een schilddak.
Het 17e-eeuwse toegangshek was al in 1958 op aanzeggen van de gemeente Rotterdam afgebroken wegens bouwvalligheid, maar is door de Rijksdienst voor de Monumentenzorg herbouwd op het Achterhoekse landgoed Bingerden. Het is daar geclassificeerd als rijksmonument.
Een van de Overschiese Plassen is een restant van de vervening door Hoogerbrugge in de 19e eeuw.